# Matt Chapman (Baseballspieler)
Matt James Chapman (* 28. April 1993 in Victorville, Kalifornien) ist ein amerikanischer Baseballspieler, der als Third Baseman für die San Francisco Giants unter Vertrag steht. Zuvor spielte er für die Oakland Athletics und die Toronto Blue Jays in der  Major League Baseball (MLB). Im Jahr 2018 gewann er den Fielding Bible Award, den Gold Glove Award und den Wilson Defensive Player of the Year Award. 2019 wurde er erneut mit dem Gold Glove Award ausgezeichnet.

## Karriere
Chapman besuchte die El Toro High School in Lake Forest, Kalifornien und die California State University, Fullerton, wo er College-Baseball für die Cal State Fullerton Titans spielte. Die Oakland Athletics wählten Chapman in der ersten Runde des MLB Draft 2014 aus.
Nach seiner Unterzeichnung gab er sein Debüt bei den Arizona League Athletics in einer Rookie-Liga. Nach drei Spielen wurde er in das Class-A Team Beloit Snappers befördert. In 50 Spielen für Beloit schlug er .237 mit fünf Home Runs und 20 Run Batted In (RBI). Am Ende der Saison spielte er auch in einem Spiel für die Double-A Midland RockHounds. Seine gesamte Saison 2015 verbrachte er im Class A-Advanced Team Stockton Ports, wo er einen Batting Average von .250 mit 23 Home Runs und 57 RBIs in 80 Spielen erzielte. Chapman wurde 2016 zum Spring Training der Oakland Athletics eingeladen. Er begann die Saison mit Midland und wurde er im August zu den Triple-A Team Nashville Sounds befördert, wo er die Saison mit sieben Home Runs und 13 RBIs in 18 Spielen beendete. Er wurde zum Texas League Player of the Year für 2016 gewählt. Chapman startete die Saison 2017 in Nashville. Er erlitt eine Verletzung am Handgelenk und war zwei Wochen auf der Disabled List.

### Oakland Athletics
Chapman wurde am 15. Juni 2017 zu den Athletics befördert, um gab an diesem Abend sein Debüt in der Major League. In 49 Spielen für Stockton schlug er vor seiner Beförderung .257 mit 16 Home Runs und 30 RBIs. Am 16. Juni hatte Chapman seinen ersten Erfolg in der Major League und sammelte drei RBIs gegen die New York Yankees. Am 6. September wurde Chapman vom Schiedsrichter Mike Everitt aus einem Spiel geworfen, weil er mit dem Los Angeles Angels Catcher Juan Graterol gestritten hatte. Er verbrachte den Rest der Saison mit Oakland und schlug .234 mit 14 Home Runs und 40 RBIs in 84 Spielen.
Chapman wurde am 16. Juni 2018 mit einem gequetschten rechten Daumen auf die Disabled List gesetzt und am 3. Juli wieder aktiviert. Chapman beendete seine 2018er Saison mit einem Batting Average von .278 mit 24 Home Runs und 68 RBIs. Am 29. Oktober erhielt Chapman einen Fielding Bible Award. Am 4. November erhielt Chapman den Rawlings Gold Glove Award und gewann mit seinem ehemaligen High School Teamkollegen Nolan Arenado den Rawlings Platinum Glove Award. Am 14. Dezember 2018 wurde Chapman an der linken Schulter operiert.
2019 glänzte Chapman offensiv mit 36 Homeruns und 91 RBI.
Im Jahr 2020 schlug Chapman mit einem Batting Average von .232 mit 10 Homeruns und 25 RBIs. Aufgrund einer Hüftsehnenentzündung bestritt er sein letztes Spiel am 6. September. Er unterzog sich im selben Monat einer Labrum-Operation, die seine Saison beendete.
Im Jahr 2021 erzielte Chapman 27 Homeruns und 72 RBIs in 151 Spielen. 2022 erhielt er seinen dritten Gold Glove Award.

### Toronto Blue Jays
Am 16. März 2022 tauschten die Athletics Chapman an die Toronto Blue Jays. Im Gegenzug erhielten die Athletics Gunnar Hoglund, Kevin Smith, Zach Logue und Kirby Snead. Am 22. März 2022 unterzeichnete Chapman einen 2-Jahres-Vertrag über 25 Millionen Dollar mit den Blue Jays.
Chapman schlug seinen ersten Grand Slam seiner Karriere bei einem 12:11-Auswärtssieg gegen die Los Angeles Angels am 9. April 2023. Er wurde zum AL-Spieler des Monats April ernannt, nachdem er alle Schlagmänner in OPS (1,152), wRC+ (219) und fWAR (2,0) angeführt hatte.
Nach der Saison 2023 wurde er ein Free Agent.

## Persönliches
Chapman und seine Frau Taylor heirateten im Dezember 2021 in Cabo San Lucas, Mexiko.